# Hooghollands
Hooghollands (Afrikaans en verouderd Nederlands: Hoog-Hollands) is een verouderde Afrikaanstalige benaming voor het Nederlands zoals dat in Nederland, België en Suriname volgens de spelling van spelling-De Vries en Te Winkel (1888-1934) geschreven werd. Hooghollands is een taalkundige term die vooral aan het begin van de twintigste eeuw door Afrikaanssprekenden werd gebruikt, omdat het Afrikaans en het Nederlands in Zuid-Afrika gezamenlijk bekendstonden als Hollands. Aan het begin van de twintigste eeuw was er in Zuid-Afrika namelijk een periode van diglossie tussen het nog niet-erkende Afrikaans en het wel erkende Nederlands.
De Afrikaners spraken een vorm van het Nederlands, die sterk vereenvoudigd was ten opzichte van de standaardtaal. Dit Kaap-Hollands of Afrikaans-Nederlands was een streektaal in Zuid-Afrika en het dialect van de Afrikaners. Dit dialect heeft zich ontwikkeld tot het hedendaagse Afrikaans. Om het verschil tussen de spreektaal (wat later het Afrikaans zou worden) en de schrijftaal aan te duiden, werd de spreektaal Hollands genoemd, terwijl de schrijftaal informeel als Hoog-Hollands bekendstond. De wetten van de Oranje-Vrijstaat, de Zuid-Afrikaanse Republiek en de latere Unie en Republiek van Zuid-Afrika praatten echter alleen over Hollands.
Het Nederlands was tot 1983 een officiële taal in Zuid-Afrika, vanaf 1925 werd het Hollands wettelijk gedefinieerd en werden het Nederlands en Afrikaans als synoniem beschouwd. In de voormalige Boerenrepublieken (±1840 - 1902) werd het "Europese" Nederlands onderwezen en was het de enige officiële taal. Er werd toen nauwelijks in de spreektaal (thans Afrikaans genoemd) geschreven.
De benaming Hooghollands wordt vandaag de dag echter niet meer gebruikt. De term stamt uit de tijd dat het Nederlands in Zuid-Afrika geschreven werd volgens de Vereenvoudigde Nederlandse Spelling (vanaf 1905), terwijl het buiten Zuid-Afrika geschreven werd in de spelling-De Vries en Te Winkel. Doordat de spelling-De Vries en Te Winkel moeilijker was dan de fonetische spreektaal, werd het Nederlands in de volksmond al snel Hoog-Hollands genoemd.
De officiële Afrikaanstalige aanduiding voor het Nederlands is Nederlands. Deze term wordt echter niet veel gebruikt, omdat het Nederlands in de Afrikaanse spreektaal Hollands genoemd wordt.